# Rodocrosita
La rodocrosita és un mineral de la classe dels carbonats, i a dins d'aquesta pertany al grup de la calcita. Rep el seu nom del grec rodon (rosa) i kroma (color).

## Característiques
La rodocrosita és un carbonat de manganès (II). En la seva forma pura, té un característic color rosa vermellós, si bé és poc freqüent trobar-la així. En funció de les impureses, la tonalitat d'aquest mineral pot variar des del rosa fins al marró clar. Cristal·litza en el sistema trigonal. Les formes cristal·litzades, poc freqüents, són romboedres; de vegades les seves cares són corbes presentant forma lenticular molt marcada. És semidura, pesada, fràgil i perfectament exfoliable en romboedres; translúcida, amb lluïssor entre vítria i madrepòrica; pols clara, dèbilment rosada. Exposada a l'aire es cobreix d'una capa fosca per alteració (oxidació) del magnesi, és infusible; s'ennegreix gradualment a mesura que s'escalfa; és insoluble en àcid clorhídric (HCl) fred però en canvi, és soluble en HCl calent. Forma sèries de solució sòlida amb la calcita i amb la siderita.
Segons la classificació de Nickel-Strunz, la rodocrosita pertany a «05.AB: Carbonats sense anions addicionals, sense H₂O, alcalinoterris (i altres M2+)» juntament amb els següents minerals: calcita, gaspeita, magnesita, otavita, siderita, smithsonita, esferocobaltita, ankerita, dolomita, kutnohorita, minrecordita, aragonita, cerussita, estroncianita, witherita, vaterita, huntita, norsethita, alstonita, olekminskita, paralstonita, baritocalcita, carbocernaita, benstonita i juangodoyita.
És un mineral usat per l'aprofitament industrial del manganès. Les concrecions polides s'utilitzen per a la construcció d'objectes decoratius, en joieria i ornamentació, especialment en l'Argentina on és considerada com a pedra nacional. És d'interès científic i col·leccionista.

## Formació i jaciments
Es forma en estrats hidrotermals de temperatura mitjana associada amb sulfurs de coure, plata i plom. També conjuntament amb altres minerals de magnesi, molt més rarament es troba en pegmatites. Sol trobar-se associada a altres minerals com: tetraedrita, tefroïta, esfalerita, siderita, rhodonita, quars, pirita, manganita, hausmannita, granats, friedelita, fluorita, dolomita, calcita, braunita, baritina i alabandita. És bastant comú com a mineral sedimentari. Es troba als Estats Units, Sud-àfrica, França, Argentina, Mèxic, Romania i Alemanya. A Catalunya es troba a Cortàs, Talltendre, Tosa d'Alp i El Molar.

## Varietats
- La capillitita és una varietat de color marró groguenca a gris amb quantitats variables de ferro i zinc.[6]
- La cobalto-rodocrosita és una varietat que conté cobalt.[7]
- L'esferodialogita és una varietat que es presenta en petits glòbuls en matriu de manganès.[8]
- La ponita és una varietat en què el ferro és substituït per manganès, un mineral intermedi de la sèrie que forma la rodocrosita amb la siderita.[4][9]
- La zincorodocrosita és una varietat que conté zinc.[10]